# アレクサンダー・ペイン
アレクサンダー・ペイン（Alexander Payne, 本名: Constantine Alexander Payne, 1961年2月10日 - ）は、アメリカ合衆国の映画監督、脚本家。ネブラスカ州オマハ出身。アカデミー脚色賞最多受賞者のひとり。アカデミー賞に3部門で7回ノミネートされている。

## 概要
1961年にオマハでギリシャ系の両親のもと、3人兄弟の末っ子として生まれる。ダンディー・ハッピー・ホロー歴史地区で育ち、近所にはウォーレン・バフェットがいた。幼い頃から映画撮影に興味を示し、14歳の時には8mmカメラの扱いに慣れていた。クレイトン・プレップ・スクールでは学内新聞のコラムを書き、卒業アルバムの編集員を務めた。スタンフォード大学ではスペイン語と歴史を二重専攻し、学位のためスペインとコロンビアに滞在。1990年にカリフォルニア大学ロサンゼルス校フィルムスクールで芸術修士を修めた。
ロサンゼルスでルームメイトになったジム・テイラーとタッグを組み脚本を執筆。テイラーとは時に2つのキーボードを1つのモニターに接続して共同執筆していた。
2004年の『サイドウェイ』でアカデミー脚色賞をテイラーと共同受賞。同映画に出ていた女優サンドラ・オーと2003年に結婚したが、2005年に別居状態であることが明らかになり、翌年離婚した。
2011年の『ファミリー・ツリー』で二度目のアカデミー脚色賞を受賞した。
2012年にはカンヌ国際映画祭の審査員に選ばれ、翌年には『ネブラスカ ふたつの心をつなぐ旅』がパルム・ドールにノミネートされ、主演のブルース・ダーンが男優賞を受賞した。
2022年にギリシャ国籍を取得した。

## 特徴
アメリカ社会の家族・夫婦関係をテーマにし、風刺やブラック・ユーモアを混ぜる作風が特徴。
1970年代の映画や、サイレントコメディーに影響を受け、リアルな描写を重視し、脇役には本職の教師や警官など非俳優を使うこともある。美術館やラシュモア山など有名な観光名所を毎作取り入れ、電話モノローグを象徴的に使うことでも知られる。

## フィルモグラフィー
- Citizen Ruth (1996) 監督・脚本
- ハイスクール白書 優等生ギャルに気をつけろ! Election (1999) 監督・脚本
- ジュラシック・パークIII Jurassic Park III (2001) 脚本
- アバウト・シュミット About Schmidt (2002) 監督・脚本
- サイドウェイ Sideways (2004) 監督・脚本
- リチャード・ニクソン暗殺を企てた男 The Assassination of Richard Nixon (2004) 製作総指揮
- カリフォルニア・トレジャー King of California (2007) 製作
- マイ・ライフ、マイ・ファミリー The Savages (2007) 製作総指揮
- ファミリー・ツリー The Descendants (2011) 監督・脚本・製作
- ネブラスカ ふたつの心をつなぐ旅 Nebraska (2013) 監督
- ダウンサイズ Downsizing (2017) 監督・脚本・製作
- ホームメイト! Crash Pad (2017) 製作総指揮
- ラスト・シフト The Last Shift (2020) 製作総指揮
- ホールドオーバーズ 置いてけぼりのホリディ The Holdovers (2023) 監督